# 洛陽十二支妙見めぐり
洛陽十二支妙見めぐり（らくようじゅうにしみょうけんめぐり）は、京都府京都市にある妙見大菩薩を祀る十二箇所の寺院からなる霊場。
京都御所・紫宸殿を中心に十二支の方角に祀られた妙見宮から構成されている。

## 歴史
江戸時代中期に寿福、開運、厄除けを願う庶民の間で栄えた。
歴史の流れとともに一時衰退するも、1986年（昭和61年）に「洛陽十二支妙見会」が発足。
再興を果たし、現在の形となっている。

## 巡拝方法
- 自分の干支から回る。
- その年の干支から回る。
- 毎月一ヶ所づつ回る。
- 自分の一番近い所から回る。
- 方除け、厄払い、家の普請、改築、動土、病気平癒祈願などの願いことを決めて回る。

各所に十二支巡拝御朱印軸、御朱印色紙で求めることができる。十二支めぐりが成就出来たら御朱印軸、御朱印色紙を床の間などに飾り、一家の守護として祀ること。

## 霊場一覧
| 札番         | 山号   | 寺号     | 通称                 | 宗派           | 所在地                                    |
| ------------ | ------ | -------- | -------------------- | -------------- | ----------------------------------------- |
| 子（北）     | 日洋山 | 善行院   | 西陣の妙見宮         | 日蓮宗         | 京都市上京区新町通上御霊西入る妙顕寺前514 |
| 丑（北北東） | 広布山 | 本満寺   | 本満寺の妙見宮本山   | 日蓮宗         | 京都市上京区寺町今出川上る2丁目鶴山町16   |
| 寅（東北東） | 法華山 | 道入寺   | 修学院の妙見さん     | 日蓮宗         | 京都市左京区修学院茶屋ノ前町2             |
| 卯（東）     | 円成山 | 霊鑑寺   | 鹿ケ谷の妙見さん     | 臨済宗南禅寺派 | 京都市左京区鹿ケ谷御所ノ段町12            |
| 辰（東南東） | 示現山 | 満願寺   | 岡崎の妙見さん       | 日蓮宗         | 京都市左京区岡崎法勝寺町130               |
| 巳（南南東） | 常照山 | 日體寺   | 清水の鎮宅妙見宮     | 日蓮宗         | 京都市東山区清水4丁目151                  |
| 午（南）     | 福昌山 | 本教寺   | 伏見大手筋の妙見さん | 日蓮宗         | 京都市伏見区東大手町778                   |
| 未（南南西） | 成就山 | 法華寺   | 未の方の妙見さん     | 日蓮宗         | 京都市下京区島原西新屋敷中之町108         |
| 申（西南西） | 法喜山 | 慈雲寺   | 島原の妙見さん       | 日蓮宗         | 京都市下京区松屋町通五条下る藪之内町627   |
| 酉（西）     | 小倉山 | 常寂光寺 | 小倉山の妙見宮       | 日蓮宗         | 京都市右京区嵯峨小倉山小倉町3             |
| 戌（西北西） | 金映山 | 三宝寺   | 鳴滝の妙見宮         | 日蓮宗         | 京都市右京区鳴滝松本町32                  |
| 亥（北北西） | 清雲山 | 圓成寺   | 鷹峯の岩戸妙見宮     | 日蓮宗         | 京都市北区鷹峯北鷹峯町24                  |